# Le diable au couvent
Le diable au couvent (Il diavolo in convento) è un cortometraggio diretto da Georges Méliès (Star Film 169) della durata di circa 3 minuti in bianco e nero.
Il film, basato sulla tecnica dell'arresto della ripresa che fa apparire/sparire i personaggi, riprende il tema religioso-erotico già sperimentato ne La Tentation de saint Antoine.

## Trama
Nel chiostro di un convento un parroco sistema le sedie per le suore. Dalla fonte battesimale spunta Méliès-diavolo, che volando (trucco teatrale della corda col gancio), atterra e suona le campane per richiamare le monache. Trasformatosi in sacerdote vestito per la celebrazione accoglie le religiose, che si inginocchiamo mentre lui sale sul pulpito e inizia la predica. Il pulpito è in parte tagliato fuori dalla scena, perché all'epoca le cineprese di fabbricazione Lumière erano prive di mirino, quindi si doveva cercare l'inquadratura "a naso".
Al mea culpa il diavolo si manifesta per quello che è, terrorizzando le religiose, che fuggono. Dopo aver fatto sparire gli arredi il diavolo fa apparire statue di demoni, e, da una botola, fa saltare fuori dei diavoletti e diavoli adulti, finché non fa apparire un'enorme testa luciferina (una sorta di Bafometto), dalla cui bocca escono delle diavolesse. Saltato su un rospo scolpito inizia a suonare e i diavoli gli ballano intorno. Infine si manifesta una donna velata che con l'imposizione della croce li scaccia tutti, tranne il demonio. Per lui appaiono fino a quattro donne con la croce, che lo circondano, e poi un gendarme, con cui inizia una battaglia. Arriva poi il parroco, con il quale inizia un inseguimento per le botole, e due chierichetti, che evocano san Michele Arcangelo, il quale infine lo debella.

## Altre immagini

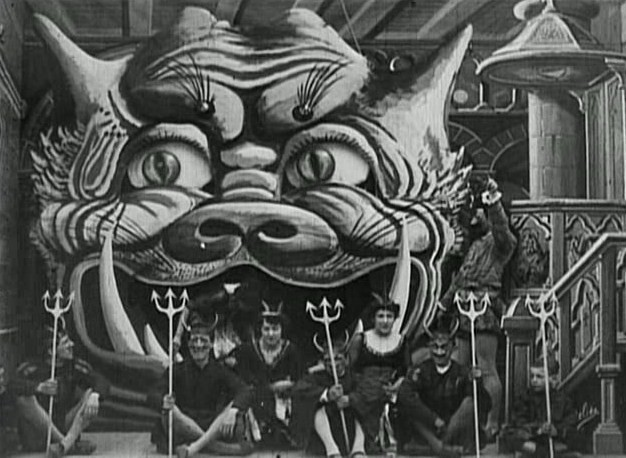
Evocazione dei diavoli
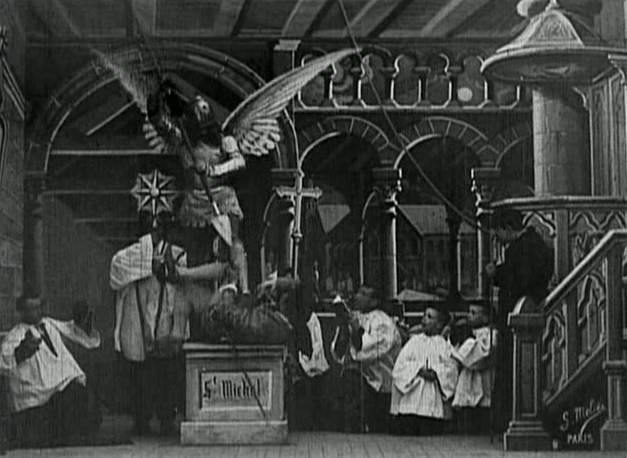
San Michele uccide il diavolo